# شرق إفريقيا
شرق إفريقيا هي المنطقة الشرقية للقارة الإفريقية، والتي تحددها الجغرافيا بشكل مختلف. في مخطط الشعبة الإحصائية بالأمم المتحدة للمناطق الجغرافية تشكل 20 مقاطعة شرق إفريقيا:

- تعد تنزانيا وكينيا وأوغندا ورواندا وبوروندي وجنوب السودان أعضاء في مجموعة شرق إفريقيا (EAC). كما تم تضمين الخمسة الأوائل في منطقة البحيرات الكبرى الإفريقية. تعتبر بوروندي ورواندا في بعض الأحيان جزءًا من وسط إفريقيا.
- جيبوتي وإريتريا وإثيوبيا والصومال - المعروفة مجتمعة باسم القرن الإفريقي.[6][7][8][9][10] المنطقة هي أقصى شرق للقارة الإفريقية وتعتبر أحيانًا منطقة منفصلة عن شرق إفريقيا.[11]
- جزر القمر وموريشيوس وسيشيل - الدول الجزرية الصغيرة في المحيط الهندي.
- لا ريونيون ومايوت - مقاطعات وأقاليم ما وراء البحار الفرنسية أيضا في المحيط الهندي.
- موزمبيق ومدغشقر - غالبًا ما تُعتبران جزءًا من إفريقيا الجنوبية على الجانب الشرقي من شبه القارة. تتمتع مدغشقر بعلاقات ثقافية وثيقة مع جنوب شرق آسيا وجزر المحيط الهندي.
- ملاوي وزامبيا وزيمبابوي - غالبًا ما كانت مدرجة أيضًا في إفريقيا الجنوبية وكانت في السابق تشكل اتحاد رودسيا ونياسالاند.
- السودان وجنوب السودان (مستقلان حديثًا عن السودان) - بشكل جماعي جزء من وادي النيل. تقع في الجزء الشمالي الشرقي من القارة، [12] وغالبا ما يتم تضمين السودانيين في شمال إفريقيا.[13] أيضًا أعضاء في منطقة التجارة الحرة للسوق المشتركة لشرق وجنوب إفريقيا (الكوميسا).

نظرًا للأراضي الاستعمارية في محمية شرق إفريقيا البريطانية وشرق إفريقيا الألمانية غالبًا ما يستخدم مصطلح شرق إفريقيا (خاصة باللغة الإنجليزية) للإشارة بشكل خاص إلى المنطقة التي تضم الآن الدول الثلاث وهي كينيا وتنزانيا وأوغندا. ومع ذلك، لم يكن هذا من قبل الاتفاقية في العديد من اللغات الأخرى حيث كان للمصطلح بشكل عام سياق جغرافي أكثر تحديدًا وبالتالي شمل عادة جيبوتي وإريتريا وإثيوبيا والصومال.
..

## الجغرافيا والمناخ

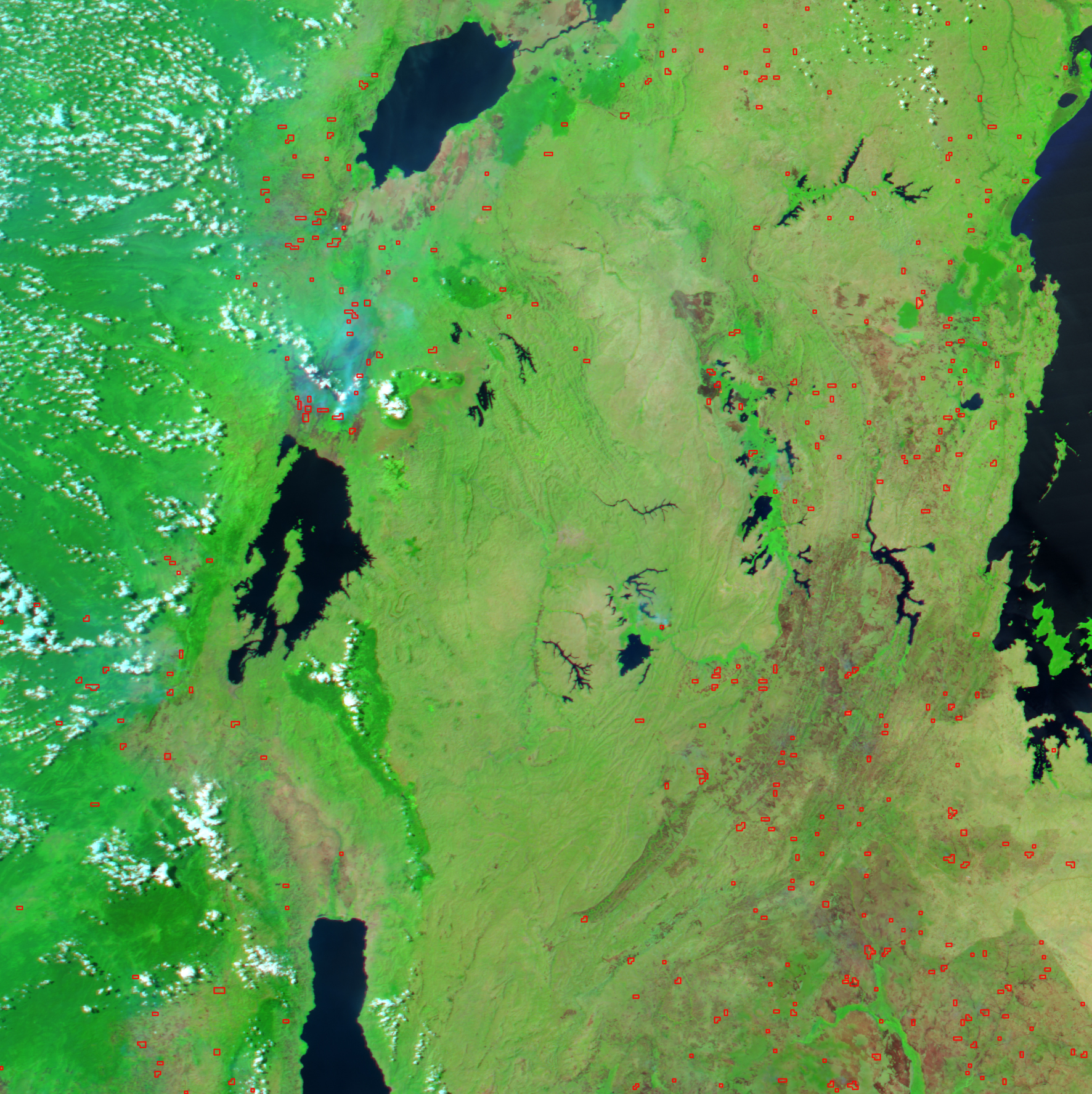
صورة للمنطقة الواقعة بين بحيرة فيكتوريا (على اليمين) وبحيرات ألبرت وكيفو وتانغانييكا (من الشمال إلى الجنوب) تظهر نباتات كثيفة (خضراء زاهية) وحرائق (حمراء).

تشتهر بعض أجزاء شرق إفريقيا بتركيزاتها من الحيوانات البرية، مثل «الخمسة الكبار»: الفيل، والجاموس، والأسد، ووحيد القرن الأسود،  والنمر، على الرغم من انخفاض أعدادها تحت الصيد المتزايد في الآونة الأخيرة ولا سيما اصطياد وحيد القرن والفيل.
جغرافيا شرق إفريقيا غالبًا ما تكون مذهلة وذات مناظر خلابة. على شكل صفائح تكتونية عالمية خلقت «صدع شرق إفريقيا» فإن شرق إفريقيا هو موقع جبل كليمنجارو وجبل كينيا، وهما أعلى قمة في إفريقيا. ويشمل أيضًا ثاني أكبر بحيرة في العالم للمياه العذبة بحيرة فيكتوريا وثاني أعمق بحيرة في العالم بحيرة تنجانيقا.
مناخ شرق إفريقيا غير شائع إلى حد ما في المناطق الاستوائية. بسبب مزيج من القمم المرتفعة عمومًا في المنطقة وظل المطر لرياح الرياح الموسمية الغربية التي أوجدتها جبال روينزوري والمرتفعات الإثيوبية، فإن شرق إفريقيا بارد وجاف بشكل مدهش بسبب خط العرض. في الواقع على ساحل الصومال يمكن أن تمر سنوات عديدة دون أي مطر على الإطلاق. أماكن أخرى يزداد هطول الأمطار السنوية عمومًا نحو الجنوب وعلى ارتفاع يصل إلى حوالي 400 مليمتر (16 بوصة) في مقديشو و 1,200 مليمتر (47 بوصة) في مومباسا على الساحل، بينما في الداخل يرتفع من حوالي 130 مليمتر (5 بوصة) في إلى أكثر من 1,100 مليمتر (43 بوصة) في موشي بالقرب من كليمنجارو. على غير العادة، أكثر من يسقط المطر في متميزتين المواسم الرطبة، تركز على واحدة أبريل وأخرى في أكتوبر أو نوفمبر. ويعزى ذلك عادة إلى مرور منطقة التقارب المدارية عبر المنطقة في تلك الأشهر، ولكنه قد يكون أيضًا مماثلاً للأمطار الموسمية الخريفية في أجزاء من سريلانكا وفيتنام ونورديستي البرازيلية.
إلى الغرب من مرتفعات روينزوريس والإثيوبية، يكون نمط هطول الأمطار أكثر استوائية عادة، مع هطول أمطار على مدار العام بالقرب من خط الاستواء وموسم رطب في معظم المرتفعات الإثيوبية من يونيو إلى سبتمبر - يتقلص حتى يوليو وأغسطس حول أسمرة. هطول الأمطار السنوي هنا يتراوح بين أكثر من 1,600 مليمتر (63 بوصة) على المنحدرات الغربية إلى حوالي في أديس أبابا و 550 مليمتر (22 بوصة) في أسمرة. في الجبال العالية يمكن أن يكون هطول الأمطار أكثر من 2,500 مليمتر (98 بوصة) .
يتأثر هطول الأمطار في شرق إفريقيا بأحداث النينيو، التي تميل إلى زيادة هطول الأمطار إلا في الأجزاء الشمالية والغربية من المرتفعات الإثيوبية والإريترية، حيث تنتج الجفاف والفيضانات الفقيرة في النيل. درجات الحرارة في شرق إفريقيا، باستثناء الحزام الساحلي الحار والرطب عمومًا، معتدلة، بحد أقصى 25 °م (77 °ف) والحد الأدنى 15 °م (59 °ف) على ارتفاع 1,500 متر (4,921 قدم). على ارتفاع أكثر من 2,500 متر (8,202 قدم)، الصقيع شائعة خلال موسم الجفاف والحد الأقصى عادة حوالي 21 °م (70 °ف)أو أقل.

جغرافية فريدة من نوعها ومدى ملاءمتها واضحة لل زراعة جعلت شرق إفريقيا هدفا للاستعمار الأوروبي بهدف التنقيب واستغلال الموارد والاستعمار في القرن التاسع عشر. تعد السياحة اليوم جزءًا مهمًا من اقتصادات كينيا وتنزانيا وسيشيل وأوغندا. النقطة الشرقية للقارة أي رأس حفون في الصومال لها أهمية أثرية وتاريخية واقتصادية.

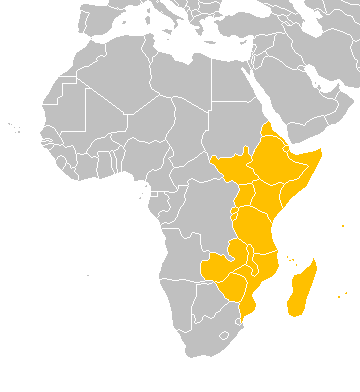
شرق إفريقيا حسب الأمم المتحدة

## التاريخ

### قبل التاريخ
وفقًا لنظرية الخروج من إفريقيا الاعتقاد السائد بين معظم علماء الآثار فإن شرق إفريقيا هو المنطقة التي ظهر فيها البشر حديثًا من الناحية التشريحية. هناك نظريات مختلفة حول ما إذا كان هناك هجرة واحدة أو عدة هجرات. يشكك عدد متزايد من الباحثين في أن شمال إفريقيا كانت بدلاً من ذلك الموطن الأصلي للبشر الحديثين الذين خرجوا أولاً من القارة.
الفرضية الرئيسية المتنافسة هي الأصل متعدد الأقاليم للإنسان الحديث الذي يتصور موجة من الانسان العاقل الذي هاجر في وقت سابق من إفريقيا والتزاوج مع السكان المحليين. لا يزال معظم علماء الأقاليم ينظرون إلى إفريقيا باعتبارها منبعًا رئيسيًا للتنوع الوراثي البشري ولكنها تسمح بدور أكبر بكثير للتهجين.
تم العثور على بعض بقايا الهيكل العظمي لأشباه البشر في المنطقة الأوسع بما في ذلك الحفريات المكتشفة في وادي نهر أواش في إثيوبيا، وكذلك في كوبي فورا في كينيا.
تم احتلال الجزء الجنوبي من شرق إفريقيا حتى وقت قريب من قبل صيادي الحيوانات وجامعي الثمار في حين سمحت الحمير ونباتات المحاصيل مثل الأثب الطيفي في المرتفعات الإثيوبية ببدء الزراعة حوالي 7000 ق.م. عملت الأراضي المنخفضة والأمراض التي تنقلها ذبابة تسي تسي كحواجز ومنعت الحمير والزراعة من الانتشار جنوبًا. في الآونة الأخيرة فقط انتشرت الزراعة في المناطق الأكثر رطوبة جنوب خط الاستواء من خلال انتشار الأبقار والأغنام والمحاصيل مثل الدخن. توحي توزيعات اللغة أن هذا حدث على الأرجح من السودان إلى منطقة البحيرات الكبرى الإفريقية لأن اللغات النيلية التي يتحدث بها هؤلاء المزارعون قبل البانتو لها أقرب أقربائهم في حوض النيل الأوسط.

### التاريخ القديم
تعتبر جيبوتي وإريتريا وإثيوبيا وشمال الصومال وساحل البحر الأحمر في السودان الموقع الأكثر ترجيحًا للأرض المعروفة لدى المصريين القدماء باسم بنط. يرجع تاريخ أول ذكر للمملكة القديمة إلى القرن الخامس والعشرين قبل الميلاد. كان البنطيين القدامى أمة من الناس الذين تربطهم علاقات وثيقة مع مصر الفرعونية في زمن الفرعون ساحورع والملكة حتشبسوت.
كانت مملكة أكسوم إمبراطورية تجارية تتركز في إريتريا وشمال إثيوبيا. كانت موجودة من حوالي 100 إلى 940 ميلادي وهي تنمو من فترة العصر الحديدي. وكانت تعتبر سوقًا مهمًا للعاج والتي تم تصديرها في جميع أنحاء العالم القديم. كانت أكسوم في ذلك الوقت يحكمها زوسكاليس، الذي كان يحكم أيضًا ميناء أدوليس. قام حكام أكسوم بتسهيل التجارة عن طريق سك عملات أكسوم الخاصة بهم. أسست الدولة أيضًا هيمنتها على مملكة كوش المتدهورة ودخلت بانتظام سياسات الممالك في شبه الجزيرة العربية مددت في نهاية المطاف سيطرتها على المنطقة مع غزو مملكة حمير.

#### توسع البانتو
بين 2500-3000 سنة بدأت الشعوب الناطقة بلغة البانتو سلسلة من الهجرات منذ آلاف السنين شرقًا من وطنهم حول جنوب الكاميرون. وقد أدخل توسع البانتو الزراعة إلى جزء كبير من منطقة البحيرات الكبرى الإفريقية. خلال القرون الخمسة عشر التالية كثف البانتو ببطء من الزراعة والرعي على جميع المناطق المناسبة في شرق إفريقيا في عملية الاتصال بالمستوطنين الناطقين باللغة الأسترونية - والعربية في المناطق الساحلية الجنوبية.

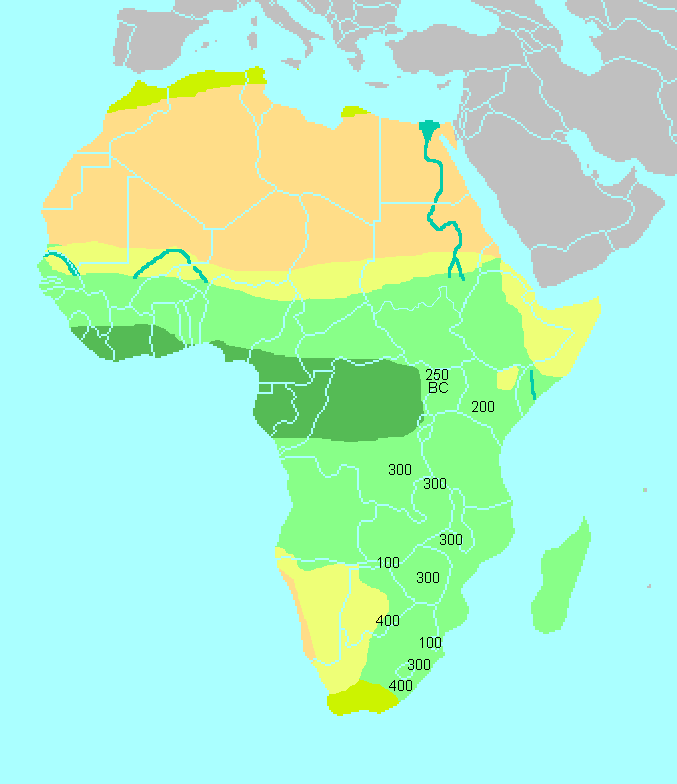
النتائج المبكرة لعصر الحديد في شرق وجنوب إفريقيا

بعد تحركاتهم من موطنهم الأصلي في غرب إفريقيا واجه البانتو أيضًا شعوبًا من أصل كوشي في شرق إفريقيا. وكما تشير مصطلحات الماشية المستخدمة بين مجموعات رعاة البانتو القليلة الحديثة فإن مهاجري البانتو حصلوا على الماشية من جيرانهم الكوشيين الجدد. تشير الدلائل اللغوية أيضًا إلى أن البانتو على الأرجح اقترضت عادة حلب الأبقار مباشرة من الشعوب الكوشية في المنطقة.
في الجزء الساحلي من منطقة البحيرات الكبرى الإفريقية تطورت جماعة البانتو من خلال الاتصال مع التجار العرب والفرس المسلمين مما أدى إلى تطور دول مدينة السواحلية العربية والفارسية والإفريقية المختلطة. تُظهر الثقافة السواحيلية التي نشأت من هذه التبادلات العديد من التأثيرات العربية والإسلامية التي لم تُرى في ثقافة البانتو التقليدية كما يفعل العديد من الأفارقة العرب من أبناء البانتو السواحيلية. مع مجتمع الخطاب الأصلي الذي تركز على الأجزاء الساحلية من تنزانيا (ولا سيما زنجبار) وكينيا - وهو ساحل يشار إليه بالساحل السواحيلي - تحتوي لغة البانتو السواحيلية على العديد من الكلمات العربية كنتيجة لهذه التفاعلات.
وقد تم تحديد أقرب سكان البانتو من الساحل الشرقي لكينيا وتنزانيا هؤلاء المستوطنين من العرب والفرس في وقت لاحق. آزانيا  المشار إليها في الكتابات اليونانية والصينية في وقت مبكر من 50 م إلى 500 م،  تؤدي في النهاية إلى اسم تنزانيا. ربما توثق هذه الكتابات المبكرة الموجة الأولى من مستوطني البانتو للوصول إلى وسط شرق إفريقيا أثناء هجرتهم.
بين القرنين الرابع عشر والخامس عشر برزت ممالك ودول البحيرات الكبرى الإفريقية مثل مملكتي بوغندا  وكاراغوي  في أوغندا وتنزانيا.

### التاريخ الحديث

#### العصور العربية والبرتغالية
كان البرتغاليون أول الأوروبيين الذين اكتشفوا منطقة كينيا وتنزانيا وموزمبيق الحالية عن طريق البحر. قام فاسكو دا جاما بزيارة مومباسا في عام 1498. كانت رحلة دا جاما ناجحة في الوصول إلى الهند والتي سمحت للبرتغال بالتجارة مع الشرق الأقصى مباشرة عن طريق البحر. وهذا بدوره تحد لشبكات التجارة القديمة من الطرق البرية والبحرية المختلطة مثل طرق تجارة التوابل التي استخدمت الخليج العربي والبحر الأحمر وقوافل الجمال للوصول إلى شرق البحر المتوسط.
سيطرت جمهورية البندقية على الكثير من طرق التجارة بين أوروبا وآسيا. بعد إغلاق الطرق البرية التقليدية إلى الهند من قبل الأتراك العثمانيين كانت البرتغال تأمل في استخدام الطريق البحري الذي ابتكرته دا جاما لكسر احتكار البندقية التجاري. ركز الحكم البرتغالي في منطقة البحيرات الكبرى الإفريقية بشكل أساسي على الشريط الساحلي المتمركز حول مومباسا. بدأ الوجود البرتغالي في المنطقة رسمياً بعد عام 1505 عندما غزت القوافل الرئيسية تحت قيادة دون فرانسيسكو دي الميدا كيلوا وهي جزيرة تقع في جنوب تنزانيا الآن.
في مارس 1505 بعد أن عين مانويل الأول ملك البرتغال نائب له على أراضي الهند البرتغالية التي تم فتحها حديثًا في الهند أبحر من لشبونة لقيادة أسطول كبير وقوي، ووصل في يوليو / تموز إلى (كلوة)، مما أدى إلى خضوعه له تقريبا دون صراع. قدم موريون مومباسا مقاومة أكثر قوة بكثير. ومع ذلك تم الاستيلاء على المدينة وتدميرها وذهب كنوزها الكبيرة لتعزيز موارد الميدا. تبعت بعد ذلك الهجمات على العديد من المدن الساحلية حتى كان المحيط الهندي الغربي ملاذاً آمناً للمصالح التجارية البرتغالية. حيث بنى البرتغاليون الحصون واتخذوا تدابير لتأمين التفوق البرتغالي.
كان الهدف الرئيسي للبرتغال على الساحل السواحيلي هو السيطرة على تجارة التوابل من العرب. في هذه المرحلة خدم الوجود البرتغالي في شرق إفريقيا أغراض التحكم في التجارة داخل المحيط الهندي وتأمين الطرق البحرية التي تربط أوروبا بآسيا. كانت السفن البحرية البرتغالية مدمرة للغاية بسبب أعداء البرتغال داخل غرب المحيط الهندي وتمكنت من المطالبة بتعريفة عالية على المواد المنقولة عبر البحر بسبب سيطرتها الاستراتيجية على الموانئ وطرق الشحن. بناء حصن يسوع في مومباسا في 1593 لترسيخ الهيمنة البرتغالية في المنطقة ولكن تم قص نفوذهم من قبل البريطانيين والهولنديين والعمانيين العرب بالتوغل في منطقة البحيرات العظمى خلال القرن ال17.
كان العرب العمانيون يشكلون التحدي الأكثر مباشرة للنفوذ البرتغالي في منطقة البحيرات الكبرى الإفريقية. حيث حاصروا القلاع البرتغالية وهاجموا السفن البحرية علنا وطردوا البرتغاليين من السواحل الكينية والتنزانية بحلول عام 1730. وبحلول هذا الوقت فقدت الإمبراطورية البرتغالية اهتمامها بالفعل على طريق البحر لتجارة التوابل بسبب انخفاض ربحية تلك الأعمال. استعاد العرب جزءًا كبيرًا من تجارة المحيط الهندي مما أجبر البرتغاليين على التراجع جنوبًا حيث ظلوا في شرق إفريقيا البرتغالية (موزمبيق) كحاكم وحيد حتى استقلال موزمبيق عام 1975.
كان العرب العمانيون قادرين بشكل أساسي فقط على السيطرة على المناطق الساحلية وليس على المناطق الداخلية. ومع ذلك فإن إنشاء مزارع القرنفل وتكثيف تجارة الرقيق ونقل العاصمة العمانية إلى زنجبار في عام 1839 من قبل سعيد بن سلطان كان له أثر في تعزيز القوة العمانية في المنطقة.
استمرت الحوكمة العربية لجميع الموانئ الرئيسية على طول ساحل السواحل إلى أن بدأت المصالح البريطانية تهدف بشكل خاص إلى إنهاء تجارة الرقيق وإنشاء نظام للعمل بأجر في الضغط على الحكم العماني. بحلول أواخر القرن التاسع عشر كانت تجارة الرقيق في البحار المفتوحة محظورة تمامًا من قبل البريطانيين والعرب العمانيين لم يكن لديهم قدرة تذكر على مقاومة قدرة البحرية البريطانية على تنفيذ التوجيه. استمر الوجود العماني في زنجبار وبمبا حتى ثورة زنجبار في عام 1964. ومع ذلك تم التحقق من الوجود العربي العماني الرسمي في كينيا من خلال الاستيلاء الألماني والبريطاني على الموانئ الرئيسية وإنشاء تحالفات تجارية حاسمة مع القادة المحليين المؤثرين في الثمانينيات من القرن التاسع عشر.

#### فترة الإمبريالية الأوروبية

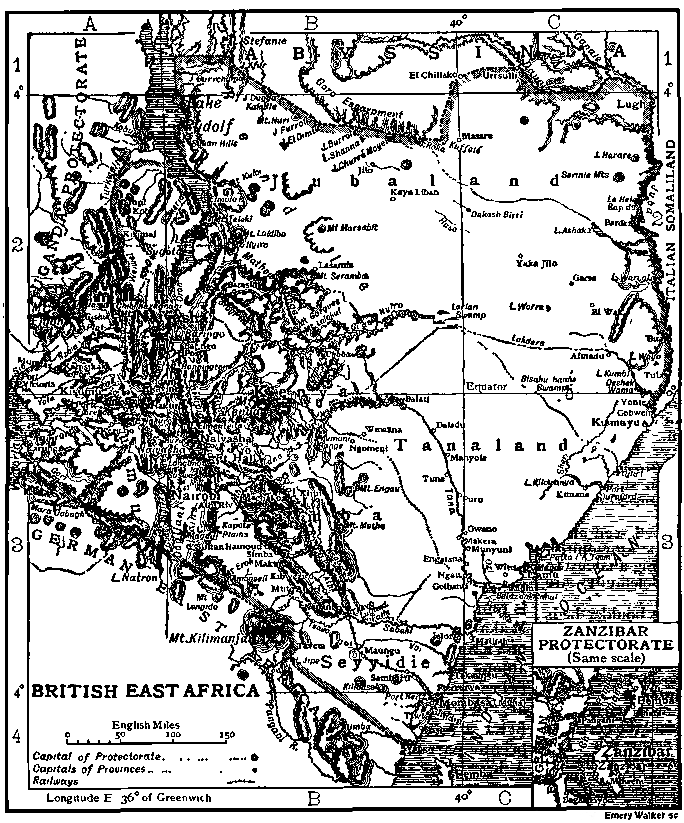
خريطة شرق إفريقيا البريطانية في عام 1911

بين القرن التاسع عشر والعشرين أصبحت شرق إفريقيا مسرحًا للمنافسة بين الدول الأوروبية الإمبريالية الكبرى في ذلك الوقت. كانت الألوان الرئيسية الثلاثة للدولة الإفريقية هي البيج والأحمر والأزرق. وقفت باللون الأحمر على اللغة الإنجليزية وقفت باللون الأزرق للفرنسيين والبيج وقفت لألمانيا خلال فترة الاستعمار. خلال فترة التدافع على إفريقيا أصبحت كل دولة تقريبًا في المنطقة الأكبر بدرجات متفاوتة جزءًا من إمبراطورية استعمارية أوروبية.
أنشأت البرتغال لأول مرة وجودًا قويًا في جنوب موزمبيق والمحيط الهندي منذ القرن الخامس عشر بينما نمت ممتلكاتها بشكل متزايد خلال هذه الفترة بما في ذلك أجزاء من البلد الواقع في شمال موزمبيق وحتى مومباسا في كينيا الحالية. في بحيرة ملاوي قابلوا أخيرًا محمية نياسالاند البريطانية التي تم إنشاؤها مؤخرًا (ملاوي في الوقت الحاضر) والتي أحاطت بالبحيرة المتجانسة من ثلاث جهات تاركة البرتغاليين يسيطرون على الساحل الشرقي للبحيرة. تطورت الإمبراطورية البريطانية في أكثر أراضي المنطقة استغلالية واعدة حيث حصلت على ما يعرف اليوم بأوغندا وكينيا. تقع محمية أوغندا ومستعمرة كينيا في منطقة زراعية غنية مناسبة في الغالب لزراعة المحاصيل النقدية مثل القهوة والشاي، وكذلك لتربية الحيوانات مع المنتجات المنتجة من الماشية والماعز مثل لحم الماعز ولحم البقر والحليب علاوة على ذلك كان لهذه المنطقة إمكانية توسّع سكني كبير بحيث تكون مناسبة لنقل عدد كبير من الرعايا البريطانيين إلى المنطقة. سمحت الظروف المناخية السائدة ومورفولوجيا الأرض في المنطقة بإنشاء مستوطنات مزدهرة على الطراز الأوروبي مثل نيروبي وفيلا بيري وفيلا جونكويرو وبيمبا (موزمبيق) ومابوتو وعنتيبي.
استقر الفرنسيون على أكبر جزيرة في المحيط الهندي (ورابع أكبرها على مستوى العالم) في مدغشقر إلى جانب مجموعة من الجزر الأصغر القريبة وهي ريونيون وجزر القمر. أصبحت مدغشقر جزءًا من الإمبراطورية الاستعمارية الفرنسية في أعقاب حملتين عسكريتين ضد مملكة مدغشقر والتي بدأت بعد إقناع بريطانيا بالتخلي عن مصالحها في الجزيرة في مقابل السيطرة على زنجبار قبالة ساحل تنجانيقا وهي مركز مهم للجزر في تجارة التوابل. احتفظ البريطانيون أيضًا بعدد من مستعمرات الجزر في المنطقة بما في ذلك أرخبيل جزر سيشيل الممتد وجزيرة موريشيوس الزراعية الغنية والتي كانت في السابق تحت السيادة الفرنسية.
سيطرت الإمبراطورية الألمانية على منطقة كبيرة تسمى شرق إفريقيا الألمانية وتضم رواندا الحالية وبوروندي وجزءًا من تنزانيا. في عام 1922 حصل البريطانيون على تفويض من عصبة الأمم على تنزانيا والتي كانت تديرها حتى منح الاستقلال لتانغانيكا (الجزء الألماني) في عام 1961. في أعقاب ثورة زنجبار عام 1965 شكلت دولة تنجانيقا المستقلة جمهورية تنزانيا المتحدة من خلال إنشاء اتحاد بين البر الرئيسي وسلسلة جزيرة زنجبار. زنجبار هي الآن دولة تتمتع بحكم شبه ذاتي في اتحاد مع البر الرئيسي والذي يشار إليه مجتمعة وتنزانيا. لم تكن شرق إفريقيا الألمانية على الرغم من انتشارها على نطاق واسع ذات أهمية إستراتيجية مثل مستعمرات التاج البريطاني في الشمال: كان سكن هذه الأراضي صعبًا وبالتالي محدودًا ويرجع ذلك أساسًا إلى الظروف المناخية والجيومورفولوجيا المحلية. سيطرت إيطاليا على أجزاء مختلفة من الصومال في ثمانينيات القرن التاسع عشر. أصبح ثلاثة أرباع جنوب الصومال محمية إيطالية (أرض الصومال الإيطالية).
وفي الوقت نفسه في عام 1884 خضع قطاع ساحلي ضيق في شمال الصومال للسيطرة البريطانية (أرض الصومال البريطانية). كانت هذه المحمية الشمالية مقابل مستعمرة عدن البريطانية في شبه الجزيرة العربية. مع تأمين هذه المناطق تمكنت بريطانيا من أن تكون بمثابة حارس بوابة الممر البحري المؤدي إلى الهند البريطانية. في عام 1890، ابتداءً من شراء مدينة عصب الصغيرة من سلطان محلي في إريتريا استعمر الإيطاليون كل إريتريا.
في عام 1895 انطلاقًا من القواعد في الصومال وإريتريا شن الإيطاليون الحرب الإيطالية الإثيوبية الأولى ضد الإمبراطورية الأرثوذكسية لإثيوبيا. بحلول عام 1896 أصبحت الحرب كارثة كاملة للإيطاليين وكانت إثيوبيا قادرة على الاحتفاظ باستقلالها. ظلت إثيوبيا مستقلة حتى عام 1936 عندما أصبحت بعد الحرب الإيطالية الإيطالية الثانية جزءًا من شرق إفريقيا الإيطالي. الاحتلال الإيطالي لإثيوبيا انتهى في عام 1941 أثناء الحرب العالمية الثانية كجزء من حملة شرق إفريقيا (الحرب العالمية الثانية). ابتداءً من الخمسينيات من القرن التاسع عشر أصبحت محمية جيبوتي الصغيرة أرض الصومال الفرنسية في عام 1897.

## اللغات
في القرن الإفريقي ووادي النيل تسود اللغات الأفروآسيوية بما في ذلك لغات الفروسية الكوشية (مثل البجا والأورومو والصومالية) والسامية (مثل الأمهرية والعربية والتغرينية) والأوموتيك (مثل الولاييتا).
في منطقة البحيرات الكبرى الإفريقية، يتم استخدام لغات النيجر والكونغو وهي من فروع لغة البانتو على نطاق واسع. بين لغات هذه هي الكيكويو، الكينيارواندية، كيروندي واللوغندية. اللغة السواحيلية، مع ما لا يقل عن 80 مليون متحدث كلغة أولى أو ثانية وهي لغة تجارية مهمة في منطقة البحيرات الكبرى. لديها وضع رسمي في تنزانيا وكينيا وأوغندا.
يتم التحدث بلغات النيلو الصحراوية مثل اللو وكالينجين والماساي والنوير بأعداد أقل، ولا سيما في البحيرات الكبرى الإفريقية ووادي النيل.
تظل اللغات الهندية الأوروبية مثل الإنجليزية والفرنسية والبرتغالية، مهمة في المؤسسات العليا في بعض أجزاء المنطقة الأكبر.

## التركيبة السكانية
بلغ عدد سكان شرق إفريقيا 260 مليون نسمة في عام 2000. وكان من المتوقع أن يصل هذا إلى 890 مليون بحلول عام 2050، بمعدل نمو متوسط قدره 2.5٪ سنويًا. من المتوقع أن يصل عدد سكان عام 2000 إلى خمسة أضعاف على مدار القرن الحادي والعشرين، ليصل إلى 1.6 مليار نسمة بحلول عام 2100 (تقديرات الأمم المتحدة اعتبارًا من 2017). في إثيوبيا يقدر عدد السكان بـ 102 مليون نسمة اعتبارًا من عام 2016.

## النزاعات
حتى وقت قريب كانت العديد من دول شرق إفريقيا ممزوجة بالانقلابات السياسية والعنف العرقي والديكتاتوريين القمعيين. منذ نهاية الاستعمار عانت المنطقة من النزاعات التالية:
شمال شرق إفريقيا (القرن الإفريقي)
- الحرب الأهلية الإثيوبية 1974-1991
- حرب الاستقلال الإريترية 1961-1991
- الحرب الإريترية الإثيوبية 1998-2000
- حرب أوغادين 1977-1978
- الحرب الأهلية الصومالية 1991-2009

جنوب السودان
- الحرب الأهلية السودانية الثانية 1983-2005
- الصراع السياسي العرقي الداخلي 2011 مستمر
- الحرب الأهلية لجنوب السودان 2013-2015

جنوب شرق إفريقيا (جنوب شرق إفريقيا)
- بوروندي الحرب الأهلية 1993-2005 والإبادة الجماعية للهوتو في عام 1972 والإبادة الجماعية للتوتسي في عام 1993
- حرب أوغندا وتنزانيا 1978-1979
- حرب بوش الأوغندية 1981-1986
- يتواصل تمرد جيش الرب للمقاومة في أوغندا وجنوب السودان وجمهورية الكونغو الديمقراطية
- الحرب الأهلية الرواندية 1990-1993 والإبادة الجماعية الرواندية للتوتسي
- ثورة زنجبار 1964

خارج جنوب شرق إفريقيا بمشاركة جنوب شرق إفريقيا
- حرب الكونغو الأولى 1996-1997 وحرب الكونغو الثانية 1998-2003
- الصراع في كيفو

تتمتع كينيا بحكم مستقر نسبيا. ومع ذلك كانت السياسة مضطربة في بعض الأحيان بما في ذلك محاولة الانقلاب في عام 1982 وأعمال الشغب في انتخابات عام 2007 .
عرفت تنزانيا حكومة مستقرة منذ الاستقلال رغم وجود توترات سياسية ودينية كبيرة ناتجة عن الاتحاد السياسي بين تنجانيقا وزنزبار في عام 1964. زنجبار هي الآن دولة تتمتع بحكم شبه ذاتي في جمهورية تنزانيا المتحدة.
تنزانيا وأوغندا خاضت الحرب الأوغندية التنزانية في 1978-1979، مما أدى إلى إزالة الازعيم المستبد الأوغندا عيدي أمين.
واجهت كل من رواندا وأوغندا وبوروندي حالة من عدم الاستقرار والصراع العرقي منذ الاستقلال وأبرزها الإبادة الجماعية في رواندا عام 1994 والإبادة الجماعية في بوروندي عام 1993 وما تلاها من حرب أهلية في بوروندي. تواصل رواندا وأوغندا المشاركة في النزاعات ذات الصلة خارج المنطقة.
كما شهدت جيبوتي بالإضافة إلى مناطق بونتلاند وصوماليلاند في الصومال استقرارًا نسبيًا.
انفصل جنوب السودان بسلام عن السودان في عام 2011 بعد ست سنوات ونصف من اتفاق السلام الذي أنهى الحرب الأهلية السودانية الثانية. لقد كاد استقلال جنوب السودان ينحرف عن مساره بسبب نزاع جنوب كردفان، لا سيما النزاع حول وضع منطقة أبيي ولا تزال تلال نوبا في أبيي الجنوبية وجنوب كردفان مصدر توتر بين جوبا والخرطوم.

## دول وأقاليم شرق إفريقيا
| البلد        | المساحة (كم2) | عدد السكان  | اللغات الرسمية                            |
| ------------ | ------------- | ----------- | ----------------------------------------- |
| كينيا        | 581,309       | 52,573,973  | السواحلية، الإنجليزية                     |
| تنزانيا      | 947,303       | 58,005,463  | السواحلية، الإنجليزية                     |
| جنوب السودان | 619,745       | 11,062,113  | الإنجليزية                                |
| جيبوتي       | 23,200        | 973,560     | العربية، الفرنسية                         |
| أوغندا       | 236,040       | 44,269,594  | السواحلية، الإنجليزية                     |
| إرتريا       | 117,600       | 3,213,972   | التجرينية، العربية، الإنجليزية            |
| إثيوبيا      | 1,104,300     | 112,078,730 | الأمهرية                                  |
| موزمبيق      | 801,590       | 30,366,036  | البرتغالية                                |
| الصومال      | 637,657       | 15,442,905  | الصومالية، العربية                        |
| مدغشقر       | 587,295       | 26,969,307  | الملغاشية، الفرنسية                       |
| مالاوي       | 118,484       | 18,628,747  | الإنجليزية                                |
| بوروندي      | 27,834        | 11,844,520  | الفرنسية، الكيروندية                      |
| رواندا       | 26,338        | 12,626,950  | الإنجليزية، الفرنسية، كينيارواندا         |
| جزر القمر    | 1,862         | 850,886     | العربية، القمرية، الفرنسية                |
| موريشيوس     | 2040          | 1,265,711   | الإنجليزية، الفرنسية، كريولية الموريشية   |
| سيشل         | 459           | 97,625      | الفرنسية، الإنجليزية، الكريولية السيشيلية |

### الأقاليم التابعة
- مايوت

جغرافياً، تضاف أحياناً مصر والسودان إلى هذه المنطقة.

## الدول والعواصم والمدن الكبرى
| Country                             | Capital                             | Largest city by population        | Second largest city by population |
| القرن الإفريقي                      | القرن الإفريقي                      | القرن الإفريقي                    | القرن الإفريقي                    |
| ----------------------------------- | ----------------------------------- | --------------------------------- | --------------------------------- |
| Djibouti                            | جيبوتي (529,000; 2018 est.)         | جيبوتي                            | علي صبيح                          |
| Eritrea                             | أسمرة                               | أسمرة                             | كرن                               |
| Ethiopia                            | أديس أبابا                          | أديس أبابا (2,739,551; 2007 est.) | دير داوا                          |
| Somalia                             | مقديشو                              | مقديشو                            | كيسمايو                           |
| Somaliland                          | هرجيسا                              | هرجيسا                            | برعو                              |
| نهر النيل                           |                                     |                                   |                                   |
| Sudan                               | الخرطوم                             | أم درمان                          | الخرطوم                           |
| South Sudan                         | جوبا                                | جوبا                              | ملكال                             |
| Indian Ocean islands ‏               |                                     |                                   |                                   |
| Madagascar                          | أنتاناناريفو (1,015,140; 2005 est.) | أنتاناناريفو                      | تواماسينا (3,133,518; 2009 est.)  |
| Mauritius                           | بورت لويس                           | بورت لويس                         | Beau Bassin-Rose Hill             |
| Comoros                             | موروني                              | موروني                            | موتسامودو                         |
| Seychelles                          | فيكتوريا                            | فيكتوريا                          | آنسي إيتوال ‏                      |
| French Southern and Antarctic Lands | Saint-Pierre                        | بورت أو فرانسيه                   | Saint-Pierre                      |
| Réunion                             | سان دوني                            | سان دوني                          | سن بول ريونيون                    |
| Mayotte                             | مامودزو                             | مامودزو                           | دزاودزي                           |
| مجموعة شرق إفريقيا                  |                                     |                                   |                                   |
| Uganda                              | كامبالا (1,507,114; 2014 est.)      | كامبالا                           | غولو                              |
| Rwanda                              | كيغالي                              | كيغالي                            | Gitarama                          |
| Burundi                             | جيتيغا (22,989; 2012 est.)          | بوجومبورا                         | موينغا                            |
| Kenya                               | نيروبي                              | نيروبي                            | مومباسا (915,101; 2009 est.)      |
| Tanzania                            | دودوما                              | دار السلام                        | موانزا                            |
| جنوب شرق إفريقيا                    |                                     |                                   |                                   |
| Mozambique                          | مابوتو                              | مابوتو                            | نامبولا                           |
| Malawi                              | ليلونغوي (868,800; 2012 est.)       | ليلونغوي                          | بلانتاير (783,296; 2012 est.)     |
| Zambia                              | لوساكا                              | لوساكا                            | كيتوي                             |
| Zimbabwe                            | هراري                               | هراري                             | بولاوايو                          |